# Mike Modano
Michael Thomas „Mike“ Modano junior (* 7. Juni 1970 in Livonia, Michigan) ist ein ehemaliger US-amerikanischer Eishockeyspieler und -funktionär italienischer Abstammung, der während seiner aktiven Karriere zwischen 1989 und 2011 unter anderem 1675 Spiele für die Minnesota North Stars, Dallas Stars und Detroit Red Wings in der National Hockey League bestritten hat. Seit 2014 ist der einstige Erstgewählte des NHL Entry Draft 1988 und Stanley-Cup-Sieger mit den Dallas Stars Mitglied der Hockey Hall of Fame.

## Karriere
Nach zwei sehr erfolgreichen Jahren als Juniorenspieler bei den Prince Albert Raiders in der Western Hockey League wählten die Minnesota North Stars Mike Modano beim NHL Entry Draft 1988 als gesamterste Draftwahl. Er spielte die darauf folgende Saison noch in Prince Albert und wurde nur zu zwei Playoffspielen nach Minnesota geholt.
Die Saison 1989/90 spielte er dann bei den Minnesota North Stars und erfüllte mit 75 Punkten bereits in seiner ersten NHL-Saison die Erwartungen, die das Management in Minnesota in den Hoffnungsträger gesteckt hatte. Hierfür wurde er ins NHL All-Rookie Team gewählt. Er war auch einer der Anwärter auf die Calder Memorial Trophy, die jedoch an den 32-jährigen Sergei Makarow ging, der nach Öffnung des Eisernen Vorhangs in die NHL gewechselt war. Hierüber gab es so heftige Diskussionen, dass seit dieser Saison die Calder Trophy nur noch an Spieler vergeben wird, die zu Saisonbeginn nicht älter als 25 Jahre sind. In der nächsten Saison 1990/91 erreichte Modano mit den North Stars die Finalspiele um den Stanley Cup, unterlagen dort jedoch Mario Lemieux und den Pittsburgh Penguins. Im Sommer 1993 zog das Franchise der North Stars nach Dallas im Bundesstaat Texas um und firmierte dort als Dallas Stars.

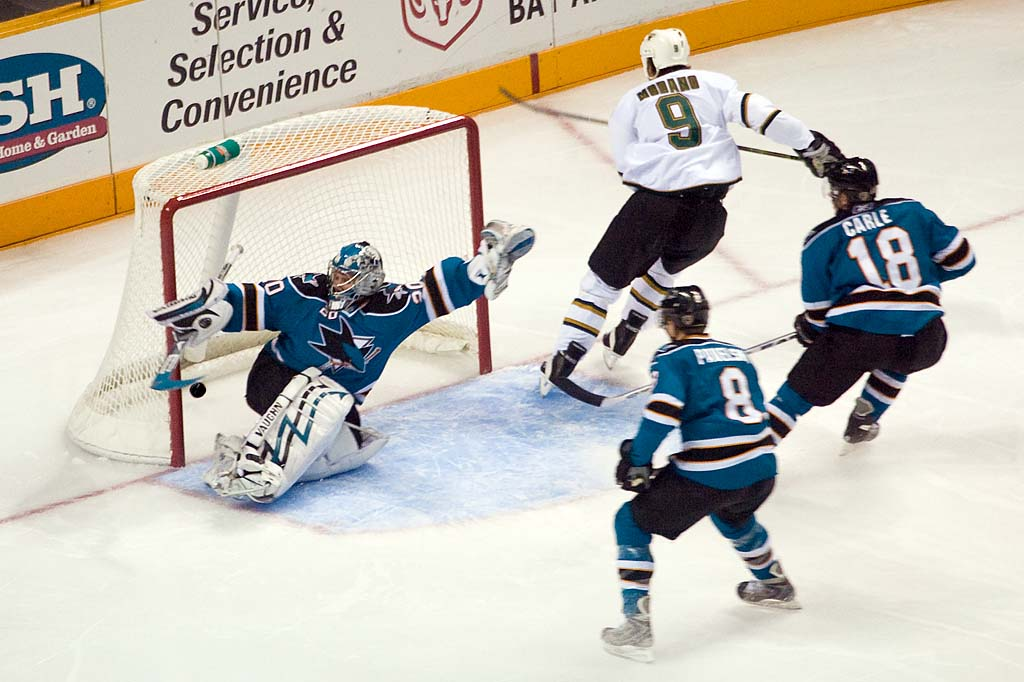
Modano erzielt seinen rekordbringenden 1233. NHL-Punkt

Zu dieser Zeit war der wendige Modano bereits das Aushängeschild der Stars. In der ersten Saison in Dallas 1993/94 erreichte er wie im Vorjahr 93 Scorerpunkte, sein bestes Ergebnis in der NHL. Mit der Nationalmannschaft der USA spielte er bei den Olympischen Winterspielen 1998 im japanischen Nagano. In der Saison 1998/99 rüsteten die Dallas Stars auf und es gelang ihnen mit Modano, in der Finalserie gegen die Buffalo Sabres mit einem umstrittenen Overtime-Tor durch Brett Hull den Stanley Cup zu gewinnen. In der folgenden Saison standen die Stars wieder im Finale, diesmal waren es aber die New Jersey Devils, die den Cup gewinnen konnten. Seine zweiten Olympischen Spiele bestritt er 2002 in Salt Lake City. Hier konnte er mit dem Team USA die Silbermedaille gewinnen.
Der Gewinn einer persönlichen Trophäe blieb Modano verwehrt, nach dem Scheitern im Rennen um die Calder Trophy, war er 2001 für die Frank J. Selke Trophy und 2003 für die Lady Byng Memorial Trophy nominiert, gewann jedoch nicht. Sechs Mal spielte er beim NHL All-Star Game (1993, 1998, 1999, 2000, 2003 und 2004); 2004 war er Kapitän der Western Conference. Auch bei den Dallas Stars war er nach dem Weggang von Derian Hatcher ab 2003 Kapitän. Im Sommer 2005 unterzeichnete Modano einen Vertrag bei den Dallas Stars bis 2010. Er war zu diesem Zeitpunkt der einzige verbleibende Spieler, der sowohl in Minnesota für die North Stars gespielt hatte, als auch noch für Dallas auflief. Zur Saison 2006/07 löste ihn Brenden Morrow als Kapitän ab und Mike Modano wurde wieder Assistenzkapitän. Am 13. März 2007 erzielte er zudem seinen 500. NHL-Treffer und war somit der 39. Spieler, dem dies gelang. Am 17. März erzielte Modano bei der 2:3-Niederlage gegen die Nashville Predators seine Treffer 502 und 503, womit er der erfolgreichste US-Amerikaner in der NHL-Geschichte ist. Am 7. November 2007 schoss er zwei Tore zum 3:1-Sieg gegen die San Jose Sharks. Aufgrund der Tore war er alleiniger Rekordhalter, was die Anzahl an erreichten Punkten eines US-amerikanischen Spielers anbelangt. Er erzielte seinen 1233. NHL-Scorerpunkt und löste Phil Housley als bisherigen Rekordhalter ab.
Auch bei den Olympischen Spielen 2006 in Turin stand Modano im Team der Vereinigten Staaten. Im Juni 2010 gab Joe Nieuwendyk, der neue General Manager der Dallas Stars, bekannt, dass Modano keinen neuen Vertrag als Spieler mehr erhalten würde, ihm aber eine andere Stelle im Franchise anbieten wolle. Nach reiflicher Überlegung und Angeboten der Minnesota Wild und Detroit Red Wings unterschrieb Modano im August 2010 einen Vertrag über ein Jahr bei den Red Wings.
Im September 2011 gab Mike Modano sein Karriereende bekannt. Bis dahin erzielte er in der regulären Saison insgesamt 1374 Scorerpunkte und ist damit weiterhin der erfolgreichste US-amerikanische Spieler in der Scorerwertung (Stand: Februar 2016). Am 15. Oktober 2012 wurde er für seine Verdienste rund um den Eishockeysport in den Vereinigten Staaten in die United States Hockey Hall of Fame aufgenommen. Zwei Jahre später erfolgte die Aufnahme in die ruhmreiche Hockey Hall of Fame, 2019 schließlich auch in die IIHF Hall of Fame.
Nach seinem Karriereende erwarb Modano gemeinsam mit Ed Belfour und Craig Ludwig Anteile der Allen Americans aus der Central Hockey League und war somit zwischen 2012 und 2014 – als das Trio die Anteile wieder verkaufte – Besitzer des Franchises. Zwischen 2012 und 2015 war er zudem als Berater bei seinem Ex-Klub Dallas Stars tätig.

## Erfolge und Auszeichnungen
| - 1989 WHL East First All-Star Team - 1990 NHL All-Rookie Team - 1993 Teilnahme am NHL All-Star Game - 1997 NHL-Spieler des Monats März - 1997 NHL-Spieler des Monats Oktober - 1998 Teilnahme am NHL All-Star Game - 1999 Teilnahme am NHL All-Star Game | - 1999 Stanley-Cup-Gewinn mit den Dallas Stars - 2000 Teilnahme am NHL All-Star Game - 2000 NHL Second All-Star Team - 2003 Teilnahme am NHL All-Star Game - 2004 Teilnahme am NHL All-Star Game - 2009 Teilnahme am NHL All-Star Game |

### International
| - 1989 Bester Vorlagengeber der Junioren-Weltmeisterschaft (gemeinsam mit Josef Beránek) - 1991 Silbermedaille beim Canada Cup - 1996 Goldmedaille beim World Cup of Hockey | - 2002 Silbermedaille bei den Olympischen Winterspielen - 2002 Bester Vorlagengeber der Olympischen Winterspiele - 2004 Bester Vorlagengeber des World Cup of Hockey (gemeinsam mit Daniel Alfredsson) |

### Sonstige
- 2012 Aufnahme in die United States Hockey Hall of Fame
- 2014 Aufnahme in die Hockey Hall of Fame
- 2019 Aufnahme in die IIHF Hall of Fame

## Karrierestatistik

### International
Vertrat die USA bei:
| - Junioren-Weltmeisterschaft 1988 - Junioren-Weltmeisterschaft 1989 - Weltmeisterschaft 1990 - Canada Cup 1991 - Weltmeisterschaft 1993 - World Cup of Hockey 1996 | - Olympischen Winterspielen 1998 - Olympischen Winterspielen 2002 - World Cup of Hockey 2004 - Weltmeisterschaft 2005 - Olympischen Winterspielen 2006 |

(Legende zur Spielerstatistik: Sp oder GP = absolvierte Spiele; T oder G = erzielte Tore; V oder A = erzielte Assists; Pkt oder Pts = erzielte Scorerpunkte; SM oder PIM = erhaltene Strafminuten; +/− = Plus/Minus-Bilanz; PP = erzielte Überzahltore; SH = erzielte Unterzahltore; GW = erzielte Siegtore; 1 Play-downs/Relegation; Kursiv: Statistik nicht vollständig)

## Sonstiges
Im Film Mighty Ducks – Das Superteam hatte Modano einen Cameo-Auftritt zusammen mit seinem damaligen Teamkollegen Basil McRae.
Neben Mark Recchi, der ebenfalls nach der Saison 2010/11 zurücktrat, war Modano zum Zeitpunkt seines Rücktritts der dienstälteste Spieler der NHL, da er seit Ende der 1980er-Jahre in der NHL aktiv war.